# 塀の中のジュリアス・シーザー
『塀の中のジュリアス・シーザー』（へいのなかのジュリアス・シーザー、Cesare deve morire）は、タヴィアーニ兄弟監督・脚本による2012年のイタリアのドラマ映画。第62回ベルリン国際映画祭のコンペティション部門で上映され、金熊賞を受賞した。第85回アカデミー賞の外国語映画賞ではイタリア代表として選出された。

## ストーリー
稽古シーンを中心に構成されているものの、ストーリー自体はシェークスピア戯曲『ジュリアス・シーザー』に従っている。ただし、舞台の本番シーンなど、本作のエンディングの一部が冒頭に挿入され、そこから6ヶ月前にさかのぼる形でストーリーが始まる。なお、舞台の本番シーンはカラー映像だが、それ以外は基本的にモノクロ映像である。
ローマ郊外にあるレビッピア刑務所。施設の一角では重犯罪を犯した服役囚を収容している。刑務所では、囚人たちによる演劇実習が定期的に行われている。今年は課題にシェークスピアの『ジュリアス・シーザー』が選ばれ、出演を希望する囚人たちがオーディションで選ばれる。
殺人、麻薬密売、組織犯罪など、様々な罪を犯した死刑囚や長期懲役者たちが、シーザーやブルータス、カシウス、アントニウス等主要キャストを務めることとなる。囚人たちは手探りで演技の練習を行っていくが、やがてシーザーやブルータス、その人物たちと同化していき、刑務所内はまるで本当の古代ローマのようになっていく。
やがて、一般の外部の観客が招待され、舞台の幕があがる。
舞台は成功を収め、カーテンコールで歓喜に沸く囚人たちだったが、全てが終わると彼らはそれぞれの監獄に戻される。

## キャスト
- キャシアス（カッシオ） - コジーモ・レーガ
- ブルータス（ブルート） - サルヴァトーレ・ストリアノ（イタリア語版）
- ジュリアス・シーザー（チェーザレ） - ジョヴァンニ・アルクーリ
- アントニー（マルカントニオ） - アントニオ・フラスカ
- ディシアス（デチオ） - フアン・ダリオ・ボネッティ
- ルシアス（ルーチョ） - ヴィンチェンツォ・ガッロ
- メテラス（メテロ）（英語版） - ロザリオ・マイオラナ
- 舞台監督 - ファビオ・カヴァッリ

## 評価
2012年2月に第62回ベルリン国際映画祭で上映され、英国の映画監督のマイク・リー率いる審査員により金熊賞が授与された。『ハリウッド・リポーター』誌は「大番狂わせ」と報じた。『デア・シュピーゲル』誌では「非常に保守的な選択」と書かれた。『ターゲスシュピーゲル』紙は「審査員は映画祭で賞賛されたり熱く議論されたほぼすべての現代映画を敬遠した」と結果を批判した。